# シェフザーデ・ムスタファ (1515年 - 1553年)
シェフザーデ・ムスタファ（1515年 - 1553年）は、スレイマン1世の息子。

## 生涯

### 生い立ち
1515年8月16日にスレイマン1世とその愛妻のマヒデヴランとの間に生まれた。ムスタファはスレイマン1世の皇子の中で最初に成人できた息子であったが父はムスタファよりも異母弟のメフメトを溺愛していたがムスタファとメフメトの仲は良好であった。幼い頃はマニサで育ち、オーストリアの大使は「スレイマンにはムスタファという息子がおり、礼儀正しく、慎重な性格で高貴な人である」と述べている。ムスタファが9歳の時にベネツィア大使は「ムスタファ皇子は並外れた才能をもっており、将来戦士となってイェニチェリに支持されるだろう。」と述べてる。

### 知事として
1529年にムスタファはカラマン州の知事に任命された。その後、1541年にはアマスィヤの知事に任命された。ところが弟のメフメトはマニサの知事となり(マニサは皇太子になる皇子が赴任する場所である)、もう2人の弟のバヤズィトとセリムはそれぞれコンヤとキュタヒヤの知事に任命された。1543年にメフメトは死去したがマニサの知事はセリムが任命され、ムスタファはアマスィヤの知事に留任になった。
ムスタファはアマスィヤでは大帝国の統治の訓練をし、東方のサファヴィー朝からアナトリアを守護する任務を背負った。1547年の父スレイマンの遠征中、父と会い、政治状況について話し合ったという。1549年にはこれまでの報酬としてコンヤの知事に就任した。しかし人々の間では継母のヒュッレムと大宰相のリュステム・パシャがムスタファの命を脅かそうとしてると噂された。

### 死去
1553年のスレイマンの東方遠征中、スルタンの軍隊はエレリに進駐した。その間、リュステム・パシャらはムスタファに軍を率いて父帝と合流するように要請した。しかしリュステムはその一方でムスタファ皇子が軍隊を率いてスルタンの命を奪おうとしているスレイマンに讒言した。そのためスレイマンはムスタファを自身のテントに呼び、処刑を命じた。ムスタファはテントに入ったところを襲われて、長時間抵抗したが最後はリュステムの側近のマフムト・アガによって絞殺された。